# Округ Пшемысль
Округ Пшемысль (нем. Bezirk Przemyśl, Перемышльский уезд, пол. Powiat przemyski) — административная единица коронной земли Королевства Галиции и Лодомерии в составе Австро-Венгрии, существовавшая в 1867—1918 годах. Административный центр — Пшемысль.
Площадь округа в 1879 году составляла 8,5523 квадратных миль (492,1 км2), а население 74 147 человек. Округ насчитывал 117 населённых пунктов, организованные в 115 кадастровых муниципалитетов. На территории округа действовало 2 районных суда — в Пшемысле и Нижанковичах.
В течение 1915 года уезд входил в состав Перемышльской губернии, образованной на занятой русскими войсками территории Австро-Венгрии.
После Первой мировой войны округ вместе со всей Галицией отошёл к Польше.